# Sanã-preta
Sanã-preta ou franga-d'água-escura (Laterallus jamaicensis), também conhecida como açanã-preta, é uma ave de pequeno porte encontrada no Brasil e em outros pontos do continente americano, como Cuba, Estados Unidos e Argentina.
Seu habitat são regiões pantanosas ou alagadas na beira do mar. Sua plumagem apresenta a cor preta como descreve seu nome popular, mas também possui as cores branca e ferrugem nas costas.

## Subespécies
São reconhecidas cinco subespécies:
- Laterallus jamaicensis coturniculus (Ridgway, 1874) - costa do centro da Calífornia até o norte da Baixa Califórnia.
- Laterallus jamaicensis jamaicensis (Gmelin, 1789) - leste dos Estados Unidos até Belize e Cuba, inverna na América Central e nas Índias Ocidentais.
- Laterallus jamaicensis marivagus (Riley, 1916) - litoral árido do Peru.
- Laterallus jamaicensis salinasi (Philippi, 1857) - centro do Chile (do Atacama a Malleco) e extremo oeste da Argentina.
- Laterallus jamaicensis tuerosi (Fjeldså, 1983) - Andes do centro do Peru  (Lago Junín).